# Route nationale 337
Pour les articles homonymes, voir Route 337.

Route nationale française 337

La route nationale 337, ou RN 337, est une route nationale française reliant l'échangeur no 12 de l'A6 à la RN 7 dans la commune du Coudray-Montceaux. Il s'agit de l'ancienne RN 7D. Cette route est maintenue dans le réseau routier national en 2006.
Autrefois, la RN 337 était une route nationale française reliant Nesle à Bayonvillers. À la suite de la loi de 1972, elle a été déclassée en RD 337, la Somme ayant renommé l'ex RN 37 en RD 937. 

## Ancien tracé de Nesle à Bayonvillers (D 337)
- Nesle (km 0)
- Curchy (km 5)
- Puzeaux (km 8)
- Chaulnes (km 11)
- Lihons (km 14)
- Harbonnières (km 22)
- Bayonvillers (km 26)